# 冯天瑜
冯天瑜（1942年3月—2023年1月12日），历史文化学家，武汉大学教授。

## 生平
1942年3月出生于湖北红安。1964年武汉师范学院本科毕业，不久後的動亂中，他在市教院的宿舍因為隱蔽，收容了多位逃難的干部子弟，還有學者如江汉大学教授萧国青等人，期間一直任武汉教师进修学院教员至1976年。1976至1979年任中共武汉市委宣传部副部长。1979至1984年任武汉师范学院历史系副教授。1984至1994年任湖北大学中国文化史研究所所长、教授。1994至2000年任武汉大学中国文化研究所所长、武汉大学历史学院教授。2000年后，任武汉大学中国传统文化研究中心主任。
主编湖北省中小学教材《中华优秀传统文化》。
2023年1月12日，馮天瑜因病醫治無效在武漢逝世，享年81歲。

### 軼事
冯天瑜是一位足球迷，同時另一方面，對俄羅斯文史也有興趣，在林安梧為他做的悼文中，回憶起此前他與馮博士交流時，就提到2015年中方學者團赴俄交流時就已經感受到了大國沙文主義的風氣瀰漫，他也並不認同某些中文學者與當前普京政府的行動。

## 学术
首创“元典”一词（原用词是“原典”，经胡明想建议改为“元典”），意指各民族的首创性文本，“强调典籍对人类文化和民族精神所具有的根本而又深远的影响意义”。

## 著作

### 独著书
- 《孔丘教育思想批判》，人民出版社，1975年6月。
- 《上古神话纵横谈》，上海文艺出版社，1983-6
- 《元典：文本与阐释》，台湾文津出版社1993年4月
- 《中国文化史纲》，北京语言学院出版社1994年8月
- 《人文论衡》，武汉出版社，1997年4月
- 《中国文化史断想》，华中理工大学，1998年3月第2版
- 《元典：文本与阐释》，台湾文津出版社1993年4月
- 《明清文化史散论》，华中理工大学，1998年3月第二版
- 《中华元典精神》，上海人民出版社1994年5月，中国青年出版社1996年再版，列入《希望工程丛书》，台湾桂冠图书公司马1993年5月
- 《月华集》，中国显赫会科学出版社1999年
- 《千岁丸上海行——日本人1862年的中国观察》，商务印书馆2001年10月
- 《新语探源》，中华书局，2004年
- 《“封建”考论》2006年；《“封建”考论》修订版，中国社会科学出版社，2010年。
- 《中国文化生成史》，武汉大学出版社，2013-12-1

### 合著书（皆为第一署名）
- 《中华文化史》，上海人民出版社1990年8月
- 《张之洞评传》，南京大学出版社1991年12月
- 《中华文化简史》，上海人民出版社1993年9月
- 《绘画中华文明史》（策划，撰文），湖北教育出版社1995年11月
- 《中国学术流——论著辑要》，湖北教育出版社1991年10月
- 《〈劝学篇·劝学篇书后〉点注》，湖北人民出版社1991年7月
- 《中华开放史》，湖北人民出版社1996年10月
- 《文明的可持续发展之道——东亚智慧的历史启示》，人民出版社1999年1月
- 《中国文化史》，高等教育出版社2007年12月